# Pármai repülőtér
A Pármai repülőtér (IATA: PMF, ICAO: LIMP) Olaszország egyik nemzetközi repülőtere, amely Parma közelében található. Éves utasforgalma 116 720 fő (2022).

## Futópályák
A repülőtér futópályái:
- 02/20

## Forgalom
Az utasforgalom az elmúlt években az alábbi módon változott:
| Utasok száma | 2815 | 62 139 | 68 119 | 145 916 | 258 160 | 177 807 | 205 521 | 161 620 | 75 007 | 116 720 |
|              | 1999 | 2002   | 2004   | 2007    | 2009    | 2012    | 2014    | 2017    | 2019   | 2022    |